# Dustin Pedroia
Dustin Luis Pedroia (* 17. August 1983 in Woodland, Kalifornien), ein Nachkomme von Einwanderern aus Minusio, ist ein ehemaliger US-amerikanischer Baseballspieler. Er spielte 2006 bis 2019 auf der Position des Second Basemans bei den Boston Red Sox in der American League der Major League Baseball (MLB). Im Laufe seiner noch jungen Karriere konnte Pedroia bereits mehrere Auszeichnungen und Erfolge verbuchen. So wurde er unter anderem zum MLB Rookie of the Year 2007 und zum MVP der American League 2008 gewählt. Mit seinem Team konnte Pedroia gleich in seiner ersten kompletten Saison als Profi die World Series 2007 gewinnen.

## Major League Karriere

### 2006
Pedroia debütierte am 22. August 2006 im Spiel gegen die Los Angeles Angels of Anaheim, bei dem er seinen ersten Hit schaffte. Am 9. September des Jahres gelang ihm sein erster Home Run im Spiel gegen die Kansas City Royals. Aufgrund der wenigen Einsätze im Jahre 2006 galt er allerdings erst im folgenden Jahr offiziell als Rookie.

### 2007
In der Saison 2007 wurde Pedroia zum Stammspieler auf der Second Base. Defensiv spielte er eine gute Saison mit sechs Errors und einem Fielding Percentage von 99 %. Pedroias Offensivleistungen steigerten sich nach relativ schwachem Beginn im Laufe der Saison erheblich, so dass er nach Ablauf der regulären Saison einen Schlagdurchschnitt von .317 aufweisen konnte.

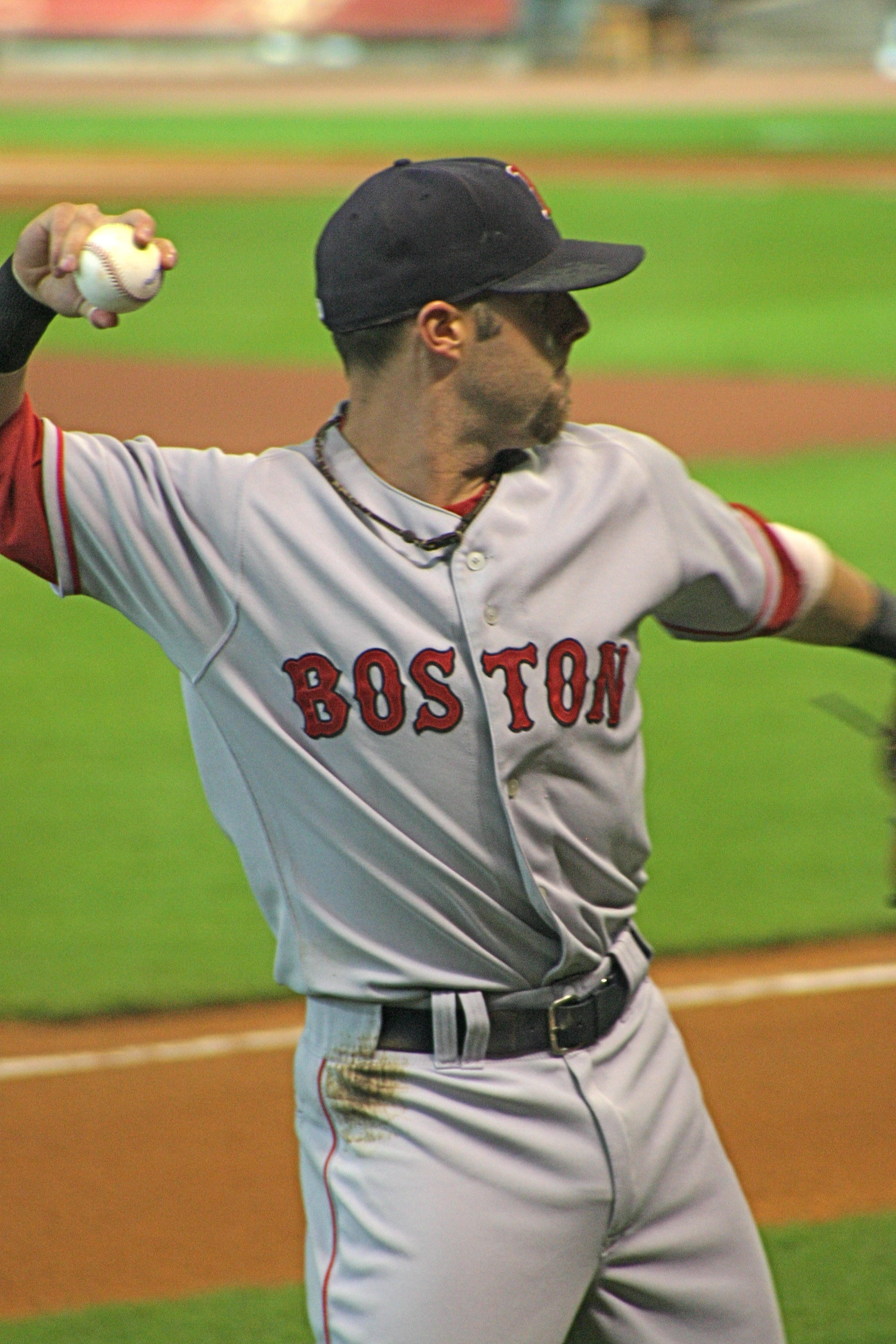
Dustin Pedroia beim Wurf

Pedroia wurde im Anschluss an die Saison zum Rookie of the Year der American League gewählt.
In der American League Division Series gegen die Los Angeles Angels of Anaheim schwächelte Pedroia etwas, so dass ihm in der Serie nur 2 Hits in 3 Spielen gelangen. In der anschließenden American League Championship Series gegen die Cleveland Indians steigerte Pedroia sich deutlich und war entscheidend am Einzug der Red Sox in die World Series 2007 beteiligt. Im entscheidenden siebten Spiel gelang ihm unter anderem ein 2-Run-Home Run.
In der World Series 2007 gegen die Colorado Rockies gelang es Pedroia als erstem Rookie der Geschichte, und als zweitem Spieler überhaupt, eine World Series beim ersten At-Bat mit einem Home Run zu eröffnen. Die Red Sox gewannen die Serie glatt mit 4:0 und Pedroia verbuchte einen Schlagdurchschnitt von .278 mit fünf Hits, einem Home Run und vier RBIs in der World Series.

### 2008
Pedroia erreichte in der Saison 2008 einen Schlagdurchschnitt von .326. Ihm gelangen 17 Home Runs und 83 RBIs. Er konnte 20 Bases stehlen und führte als erster Spieler seit Cal Ripken Jr. 1983 die drei Offensivstatistiken Hits, Doubles und Runs Scored an und wurde nach der Saison zum MVP der American League gewählt. Zudem gewann er den Gold Glove und Silver Slugger Award der American League für die Zweite Base. Pedroia ist erst der dritte Spieler in der Geschichte der Major League Baseball, der den Rookie of the Year Award und den Most Valuable Player Award in zwei aufeinanderfolgenden Spielzeiten gewinnen konnte. Vor ihm gelang dies nur Cal Ripken Jr. und Ryan Howard.
In den Play-offs 2008 steigerte sich Pedroia im Verlauf der Spieler nach erneut durchschnittlichem Beginn. In der American League Championship Series gegen die Tampa Bay Rays erreichte er bei 26 At-Bats neun Hits, inklusive drei Home Runs. Sein hervorragender Schlagdurchschnitt von .346 konnte aber die Niederlage der Red Sox gegen Tampa Bay nicht verhindern, da das gesamte Team mit einem Batting Average von .234 nicht stark genug war, um die World Series 2008 zu erreichen. 

### 2009
Am 3. Dezember 2008 unterzeichnete Pedroia eine sechsjährige Vertragsverlängerung im Wert von 40,5 Millionen US-Dollar mit einer zusätzlichen Teamoption für 2015 im Wert von 11 Millionen US-Dollar.
Pedroia gab am 15. Dezember 2008 bekannt, dass er für das US-Team beim World Baseball Classic 2009 spielen würde. Er verzeichnete den ersten Treffer in der Major League in der Geschichte von Citi Field während eines Freundschaftsspiels am 3. April gegen die Mets. In seinem ersten Schlagversuch der Saison 2009 gelang ihm ein Homerun.
Pedroia wurde ausgewählt, um für das AL All Star Team 2009 zu starten. Pedroia musste sich jedoch aus dem Team zurückziehen, um bei seiner Frau Kelli zu bleiben, die mit dem ersten Kind des Paares Schwangerschaftskomplikationen hatte. Das gleiche Problem hatte dazu geführt, dass er vor der All-Star-Pause ein Spiel der regulären Saison verpasste.
Pedroia erreichte sein erstes Multi-Home-Run-Spiel am 8. September 2009 gegen die Orioles.

### 2010
Im Jahr 2010 machte MLB-Schiedsrichter Joe West kontroverse Aussagen über die Spielgeschwindigkeit zwischen den Red Sox und den Yankees. Pedroia antwortete mit den Worten: „Was er nicht versteht, ist, dass, wenn wir in diesen Spielen gegen die Yankees nicht gut abschneiden, Wir werden getötet. Wenn er nicht an den Red Sox- und Yankee-Spielen teilnehmen will, sollte er es der Schiedsrichtergewerkschaft sagen. Wenn wir in der World Series sind, wird er auch nicht dabei sein.“
Am 24. Juni 2010 ging Pedroia 5 für 5, mit 5 RBI, und erzielte drei Homeruns in einem Spiel gegen die Rockies, das die Red Sox im zehnten Inning mit 13-11 gewannen. Am nächsten Tag foulte Pedroia bei einem Schlag gegen die Giants einen Ball vom Fuß. Die MRT-Ergebnisse am nächsten Tag bestätigten, dass er einen Knochenbruch im Fuß hatte, und er wurde auf die 15-Tage-Behindertenliste gesetzt. Pedroia erhielt die ärztliche Anweisung, seinen verletzten Fuß zwei Wochen lang nicht zu belasten, übte aber weiterhin auf den Knien das Aufstellen von Groundern.
Pedroia wurde zum Reservespieler des AL All Star-Teams 2010 ernannt, nahm jedoch aufgrund dieser Verletzung nicht teil und wurde durch den ehemaligen Teamkollegen des US-Bundesstaates Arizona, Ian Kinsler, im Kader ersetzt. Pedroia kehrte am 17. August gegen die Angels in die Aufstellung zurück, wurde jedoch nach zwei Spielen wieder in die DL aufgenommen. Pedroia beendete die Saison 2010 mit nur 75 Spielen.

### 2011
Im Jahr 2011 kam Pedroia wieder auf die Beine, schlug .307 und erzielte in 159 Spielen 21 Homeruns. Er gewann 2011 einen Fielding Bible Award als bester Fielding-Second-Baseman in der MLB und hatte mit 18,1 gehaltenen Runs seine beste Defensivsaison nach ultimativer Zonenwertung. Im Juni und Juli hatte Pedroia einen Hitting Streak von 25 Spielen, den längsten für einen zweiten Baseman der Red Sox. Am 16. August war Pedroia an einem von Jed Lowrie gestarteten Triple Play beteiligt. Pedroias Saison 2011 wurde von Fangraphs mit 7,6 Siegen über Ersatz bewertet, eine Leistung von „MVP-Kaliber“.

### 2012
Am 30. September 2012 brach sich Pedroia den linken Ringfinger, aber nachdem man ihm versichert hatte, dass sich die Verletzung durch den Gebrauch nicht verschlimmern würde, beschloss er, die Schmerzen in der folgenden Saisonabschlussserie im Yankee Stadium durchzuspielen.

### 2013
Am 23. Juli 2013 einigten sich Pedroia und die Red Sox auf eine achtjährige Verlängerung im Wert von 110 Millionen US-Dollar. Pedroia wurde in den Verhandlungen von Sam Levinson und Seth Levinson von ACES Inc. vertreten.
Pedroia erholte sich von seiner verletzungsbedingten Saison 2012 und war der einzige Spieler der Red Sox, der in der regulären Saison 2013 des Teams mehr als 150 Spiele absolvierte, nämlich 160 Spiele. Pedroia zeigte in der regulären Saison eine starke Leistung und erhielt seinen dritten Gold Glove, seinen zweiten Fielding Bible Award und den Wilson Overall Defensive Player of the Year Award für die American League. Die Red Sox gewannen ihre Division und gewannen anschließend die World Series.
Im November 2013 unterzog sich Pedroia einer Daumenoperation, um einen Kreuzbandriss zu reparieren, eine Verletzung, die er sich zugezogen hatte, als er am Eröffnungstag zur ersten Base rutschte.

### 2014
Im Mai 2014 gelang Pedroia sein 100. Homerun in seiner Karriere und sein 300. Double in seiner Karriere. Pedroia erzielte vor der All-Star-Pause 2014 nur vier Homeruns und seine Schlagproduktivität sank auf den Ligadurchschnitt. In dieser Saison schlug er .278/.337/.376. Seine Feldzahlen blieben jedoch stark. Für seine defensive Leistung wurde Pedroia mit dem American League Gold Glove Award auf der zweiten Base geehrt – seinem vierten in seiner neunjährigen Karriere – sowie mit seinem dritten Fielding Bible Award. Damit war er der erste Infielder der Red Sox, der vier Gold Gloves gewann.

### 2015
Pedroia begann die MLB-Saison 2015 mit zwei Homeruns im Eröffnungsspiel der Red Sox, auswärts im Citizens Bank Park, Philadelphia. Am 25. Juni 2015 setzten ihn die Red Sox wegen einer Zerrung der rechten Oberschenkelmuskulatur auf die 15-Tage-Behindertenliste.

### 2016
Pedroia hatte im August einen starken Monat als Schlagmann, der in einer Serie von drei Spielen vom 25. bis 27. August gipfelte, in denen er in elf aufeinanderfolgenden Schlägen sicher traf und damit nur einen Treffer hinter dem Major-League-Rekord von zwölf aufeinanderfolgenden Schlägen zurückblieb Schläger mit einem Basisschlag (seit 1902 von drei Spielern geteilt). Während des Streaks erzielte Pedroia zehn Singles, ein Double, erzielte zwei Runs und fuhr drei Runs. Während des Streaks ging er auch einmal und erreichte so die Basis bei zwölf aufeinanderfolgenden Plattenauftritten sicher. In 154 gespielten Spielen kämpfte Pedroia mit 201 Treffern, 36 Doppeln, 105 erzielten Läufen, 15 Heimläufen und 74 RBI gegen .318. Er belegte mit 24 den zweiten Platz in der AL in Double Plays.
Die Red Sox beendeten die Saison 2016 mit einer Bilanz von 93-69 und sicherten sich damit die Division AL East, wurden aber in der ALDS 2016 in drei Spielen von den Indians besiegt. Am 13. Oktober unterzog sich Pedroia einer Operation am linken Knie, einer teilweisen medialen Meniskektomie und einer Chondroplastie. Er gewann 2016 einen Fielding Bible Award. Außerdem gewann er 2016 den Wilson Defensive Player of the Year Award für die zweite Base in der gesamten MLB.

### 2017
Am 30. Mai wurde Pedroia wegen einer Verstauchung des linken Handgelenks auf die 10-Tage-Behindertenliste gesetzt. Am 1. August wurde er wegen Schmerzen im linken Knie erneut auf die 10-Tage-Behindertenliste gesetzt. Am 12. August wurde Pedroia zum dritten Mal in dieser Saison wegen Schmerzen im selben Knie auf die Behindertenliste gesetzt. Pedroia war auf 105 Spiele beschränkt und beendete die Red Sox-Saison 2017 mit einem Schlagdurchschnitt von 0,293, 7 Homeruns und 62 RBI. Am 25. Oktober wurde bekannt, dass Pedroia sich einer Knieoperation zur vollständigen Wiederherstellung des Knorpels unterzogen hatte, was bedeutete, dass er den Start der Saison 2018 verpassen würde.

### 2018
Nach seiner Knieoperation Ende 2017 startete Pedroia die Red Sox-Saison 2018 auf der Behindertenliste. Am 14. Mai wurde er für einen Rehabilitationsauftrag zu den Triple-A Pawtucket Red Sox gewählt. Er wurde am 26. Mai aktiviert, aber nach drei Spielen (1 gegen 11) landete er wegen einer Entzündung des linken Knies wieder auf der Behindertenliste. Am 4. August wurde Pedroia auf die 60-Tage-Behindertenliste gesetzt. Am 7. September gaben die Red Sox bekannt, dass Pedroia für den Rest des Jahres 2018 an keiner Aktion mehr teilnehmen werde. Die Red Sox beendeten das Jahr mit 108–54 und gewannen anschließend die World Series über die Los Angeles Dodgers. Obwohl Pedroia in der Nachsaison nicht spielte und nicht im World Series-Kader des Teams stand, erhielten er und andere verschiedene Mitarbeiter, die nicht im World Series-Kader standen, die World Series-Ringe 2018, da Meisterschaftsringe von einem Team nach eigenem Ermessen vergeben werden.

### 2019
Am 7. März 2019 gab Pedroia sein Debüt im Frühlingstraining, indem er einen Single in seinem einzigen Schlag schlug, während er zwei Innings lang auf dem Feld spielte; Es war seine erste Spielaktion seit Mai 2018. Er begann die Saison auf der Verletztenliste. Am 4. April wurde er zu einem Reha-Auftrag zum Class A Greenville Drive geschickt, wo er drei Spiele bestritt und 3 gegen 9 gewann. Pedroia wurde für Bostons Heimauftakt am 9. April aktiviert, kam in sechs Spielen zum Einsatz, wobei er 2-gegen-20 (.100/.143/.100) schlug, und kehrte am 18. April wegen einer Reizung des linken Knies auf die Verletztenliste zurück. Am 2. Mai begann er einen Rehabilitationseinsatz bei Double-A Portland. Am 11. Mai wurde er aufgrund von Kniebeschwerden von Anfang an zerkratzt und sein Einsatz bei Portland wurde am 13. Mai abgebrochen. Er begann seine Rehabilitation neu, zunächst mit Triple-A Pawtucket am 17. Mai und dann mit Double-A Portland am 24. Mai. Pedroia wurde wegen Schmerzen im linken Knie aus Portlands Spiel am 24. Mai ausgeschlossen.
Nach der Beurteilung gab er am 27. Mai bekannt, dass er sich etwas Zeit nehmen werde, um seine Zukunft einzuschätzen. Auf die Frage, ob er jemals wieder spielen würde, sagte er: „Ich bin mir nicht sicher.“ Am selben Tag setzten die Red Sox Pedroia auf die Liste der 60-Tage-Verletzten. Am 6. August unterzog sich Pedroia einer Operation zur Erhaltung des linken Kniegelenks. Im Jahr 2019 hatte er mit 25,0 Fuß/Sekunde die langsamste Sprintgeschwindigkeit aller Second Basemen der American League.

### 2020
Anfang 2020 wurde berichtet, dass Pedroia einen „erheblichen Rückschlag“ mit seinem linken Knie erlitten habe. Am 23. Februar setzte das Team Pedroia auf die 60-Tage-Verletztenliste. Aufgrund seiner Verletzung verpasste Pedroia die gesamte verkürzte Saison 2020.

### Karrierestatistik
In 1512 Spielen in 14 Saisons verzeichnete Pedroia in seiner Karriere einen Schlagdurchschnitt von 0,299 (1805 zu 6031) mit 922 Runs, 394 Doubles, 15 Triples, 140 Home Runs, 725 geschlagenen Runs, 138 gestohlenen Bases, 624 Walks, .365 On-Base-Prozentsatz und .439 Slugging-Prozentsatz. Defensiv verzeichnete er als Second Baseman einen Fielding-Prozentsatz von 0,991. In 51 Nachsaisonspielen schlug er .233 (48 von 206) mit 32 Runs, 14 Doubles, 5 Home Runs, 25 RBI, 3 gestohlenen Bases und 23 Walks.

### Rückzug
Am 1. Februar 2021 gab Pedroia seinen Rücktritt aus der Major League Baseball nach 14 Spielzeiten bekannt.
Am 25. Juni 2021 ehrten die Red Sox Pedroia in einer Zeremonie vor dem Spiel im Fenway Park und gaben seine Aufnahme in die Boston Red Sox Hall of Fame als Teil des Jahrgangs 2022 bekannt.

## Privates
Pedroia ist seit dem 11. November 2006 mit Kelli Hatley verheiratet. Er ist der Neffe von Phil Snow, einem Trainer der Detroit Lions in der NFL.